# Múscul zigomàtic major
El múscul zigomàtic major (musculus zygomaticus major) és un múscul de la cara, un dels dos músculs zigomàtics; l'altre és el zigomàtic menor. Està situat a la galta; és oblic, petit i en forma de rectangle.
S'origina en el procés temporal de l'os zigomàtic o malar, i s'insereix en la porció lateral del múscul orbicular dels llavis. És innervat pel nervi facial.
La seva acció és la d'elevar i abduir la comissura labial.

## Imatges

Animació. Posició del múscul zigomàtic major (en vermell).
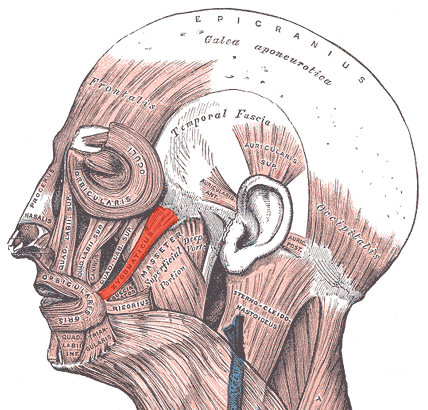
Músculs del cap, la cara i el coll. El múscul zigomàtic major es mostra en vermell.